# リオ・デ・ラ・プラタ副王領

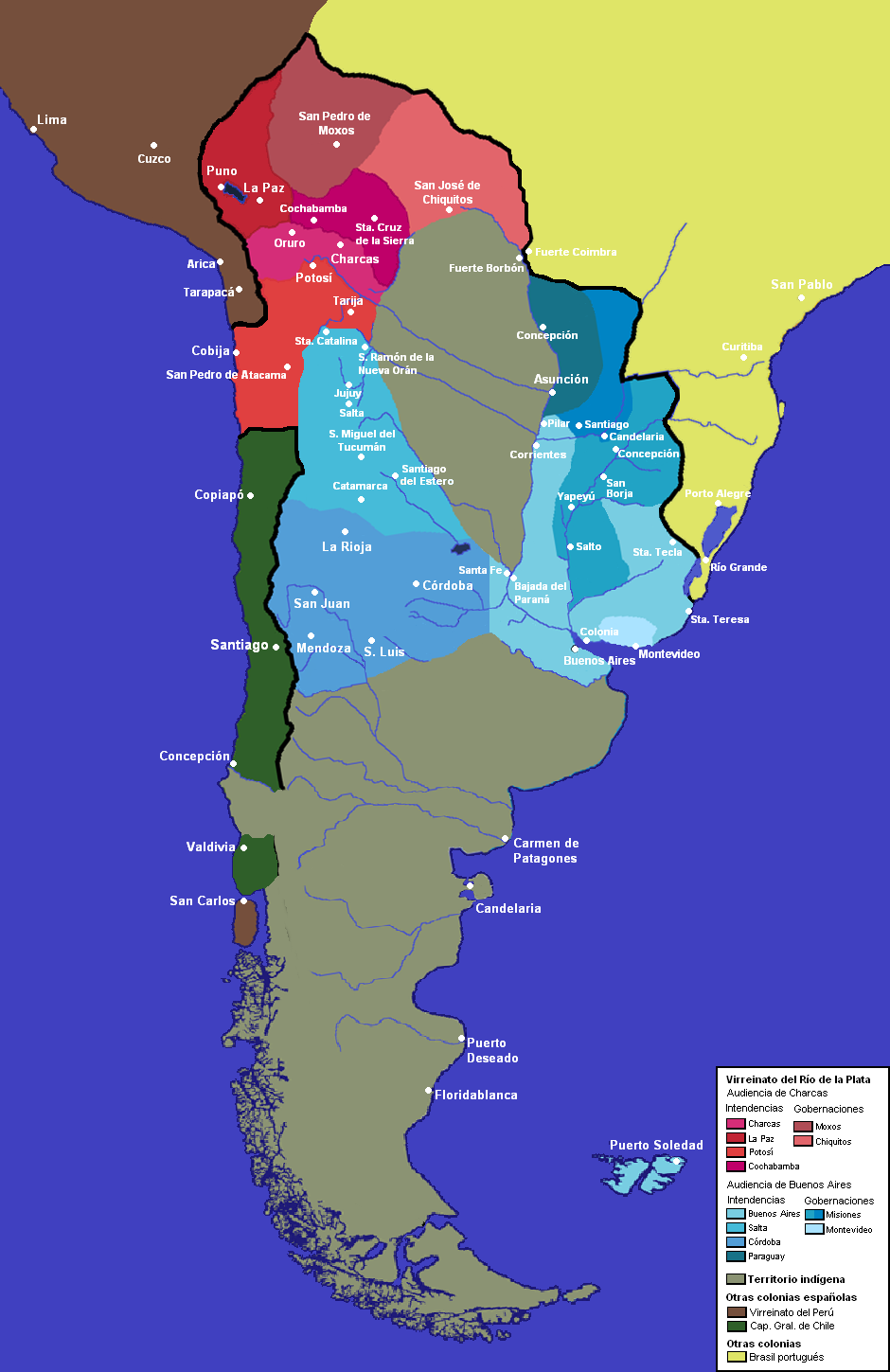
リオ・デ・ラ・プラタ副王領の行政区分

リオ・デ・ラ・プラタ副王領
Virreinato del Río de la Plata (スペイン語)

国の標語: Plus Ultra（ラテン語）
更なる前進国歌: Marcha Real（スペイン語）
国王行進曲
緑：領域
黄緑：領有権を主張していた地域

リオ・デ・ラ・プラタ副王領（リオ・デ・ラ・プラタふくおうりょう、スペイン語: Virreinato del Río de la Plata）は、スペインが中南米の植民地化の間に作った4つのうちの最後の副王領である。

## 概要
1776年に創設されたこの新しい副王領は、以前ペルー副王領が治めていた地域(現在のアルゼンチン、ウルグアイ、パラグアイ、ボリビアを含む)を支配した。4つめの副王領を作る決定は、イスパノアメリカの支配を分散させること、またブラジル南部と接したラプラタ川北岸でポルトガルの侵略に備える必要性の両方を、カルロス3世が望んだことから下された。またスペインは、ポルトガル領ブラジルとブエノスアイレスの間の密輸を削減したいと考え、さらに1760年代までには英国がマルビナス諸島を占領する明確な意図があり、南大西洋地域の軍備が必要となっていた。
1776年、最初のリオ・デ・ラ・プラタ副王ペドロ・デ・セバリョスはポルトガル軍を押し戻してブエノスアイレスに新政府を組織し、就任後わずか数カ月で新しい副王に代わられた。18世紀をかけて副王領、とりわけブエノスアイレスの町は、スペイン帝国の交易都市として繁栄した。以前はペルー経由で輸出されていたポトシからの銀は、ブエノスアイレスを通るようになった。ヨーロッパの産業革命により増えた機械に使用する皮革部品の需要、次いでキューバ、ブラジルなど、カリブ海砂糖植民地の奴隷のための、あるいはイギリスの海員のための安価な食糧としての塩漬け肉の巨大な需要で、パンパスの畜産業は繁栄し、1780年代だけで1000万頭分の皮革がブエノスアイレスを通じて輸出された。一方で、ブエノスアイレスを副王領の首都とし、排他的な通商権を与えたことで、パラグアイやバンダ・オリエンタルの不満をかきたてた。
1804年、ラファエル・デ・ソブレモンテが副王に就任した。ラファエルは2度にわたるイギリスの侵略から逃げ、一方ブエノスアイレスのクリオーリョたちはどちらの侵略にも打ち勝ち、自治と自衛に自信をつけた。1810年にクリオーリョは自治政府(フンタ)を作り、リオ・デ・ラ・プラタ副王領は終了し独立運動が開始された（五月革命）。